# Gulch Island
Gulch Island (von englisch gulch ‚Schlucht‘,  in Chile Isla Aragay) ist eine Insel im Palmer-Archipel westlich der Antarktischen Halbinsel. In der Gruppe der Christiania-Inseln liegt sie nordwestlich von Small Island.
Erstmals verzeichnet ist sie auf einer argentinischen Landkarte aus dem Jahr 1952. Das UK Antarctic Place-Names Committee benannte sie 1960 so, da sie sich durch tief einschneidende Buchten auszeichnet. Namensgeber der chilenischen Benennung ist Leutnant Ramón Aragay Boada, ein Teilnehmer an der 1. Chilenischen Antarktisexpedition (1946–1947).